# 江藤漢斉
江藤 漢斉（えとう かんさい、本名：江藤順一、旧芸名：江藤 漢、江藤 潤、1942年11月13日 - 2020年8月10日）は、日本の俳優。最終所属はアイティ企画。身長173cm、血液型A型。福岡県福岡市出身。福岡大学卒業。

## 出演

### テレビドラマ

#### NHK
- 連続テレビ小説
  - 本日も晴天なり（1981年） - 山田 役
  - 澪つくし（1985年） - 緒方巡査 役
  - おしん（1983年）
  - はね駒（1986年） - 「桂庵」主人
  - ノンちゃんの夢（1988年）
- 大河ドラマ
  - 山河燃ゆ（1984年）
  - 春の波涛（1985年） - 巡査
  - 独眼竜政宗（1987年） - お抱え医者・仁斎 役
  - 江〜姫たちの戦国〜（2011年） - 薬師・広庵 役
  - 軍師官兵衛（2014年） - 西笑承兌 役
- 真田太平記（1985年） - 織田軍の忍
- 虹のある風景（1988年）
- 七色村（1990年）
- 流れてやまず（1992年）
- 青春アドベンチャー「サバイバル」（1992年）
- 藏（1995年）
- 新宿鮫（1995年） - 栗本刑事 役
- 新・半七捕物帳（1997年）
- 翔ぶ男（1997年）
- 御宿かわせみ 第二章（2004年） - 光照住職 役
- 生物彗星WoO（2006年） - ホームレス
- プラハの春（2006年）
- 堀部安兵衛（2007年） - 孫四郎 役
- 陽炎の辻〜居眠り磐音 江戸双紙〜2（2008年） - 彦屋宇右衛門 役
- 時々迷々（2009年）
- 碧眼の反逆児 天草四郎（2010年） - 松平信綱
- 隠密八百八町（2011年） - 末蔵 役
- 陽だまりの樹（2012年） - 旦海貞徴 役
- 芙蓉の人（2014年） - 大坪源造 役
- 定年女子（2017年）

#### 日本テレビ
- 細うで繁盛記
- あんちゃん♯9（1982年）
- 目には目を（1983年）
- 星雲仮面マシンマン（1984年） - 週刊ヒット編集長（レギュラー36話）
- 季節はずれのサンタクロース（1985年）
- 太陽にほえろ!
  - 第656話「いじめ」（1985年） - 相良哲夫の父 役
  - 第684話「美しき花の誘惑」（1986年） - 井沢
  - 第694話「出口のない迷路」（1986年） - 石上
  - 太陽にほえろ! PART2 第8話「ビッグ・ショット」（1987年） - 海野善吉 役
- あぶない刑事 第19話「潜入」（1987年）
- 誇りの報酬 - 西新宿署刑事長 
  - 第24話「愛は永遠に…」（1986年）
  - 第43話「母に捧げる犯罪」 (1986年)
- あきれた刑事 第18話「湯けむりぷっつん娘」（1988年） - ミナト運輸社長 ※ノンクレジット
- もっとあぶない刑事 第10話「悪戯」（1988年）
- 刑事貴族3 第25話「湖の記憶」（1992年）
- 江戸の用心棒II（1995年） - 備前屋
- 金田一少年の事件簿 第2シーズン（1997年） - 吉良勘治郎 役
- ミエルオンナ月子 〜真夏の夜のコワーイ話〜（2011年） - 浅丘月子の祖父 役
- 火曜サスペンス劇場
  - 「魔術はささやく」（1990年） - 橋本信彦 役
  - 「悪い電話」（1991年1月29日） - 加賀まりこ主演
  - 「松本清張作家活動40年記念スペシャル・ゼロの焦点」（1991年） - タクシー運転手
  - 「弁護士・朝日岳之助3」（1991年） - 星崎刑事 役
  - 「フルムーン旅情ミステリー8」（1993年）
  - 「刑事・鬼貫八郎2」（1993年）
  - 「名無しの探偵9」（1993年） - 牛込刑事 役
  - 「わが町2」（1993年） - 毛利勇一 役
  - 「取調室4」（1996年） - 安河内本部長 役
  - 「弁護士・高林鮎子」
    - 第19作（1996年） - 中川刑事 役
    - 第23作（1999年） - 船橋刑事 役

  - 「追跡4」（1998年） - 南秀正 役
  - 「小京都ミステリー24」（1998年） - 高橋宗純 役
  - 「検事 霧島三郎7」（1999年） - 矢野刑事 役

#### TBS
- 八甲田山（1978年） - 永野医師 役
- 外科医 城戸修平（1983年）
- 子連れ刑事（1985年）
- うちの子にかぎって…（1985年） - 鴨下佳男 役
- 親子ゲーム（1986年） - 教師
- 鳩のいる風景（1988年）（東芝日曜劇場1658回）
- 水戸黄門
  - 第23部 第39話「白いお髭のお婿殿 -府中-」（1995年5月8日） - 土蜘蛛の寅五郎
  - 第24部（1996年）
    - 第16話「瞼の父は悪の手先 -島原-」 - 海牛の五郎兵衛
    - 第23話「親子で競う山中塗り -大聖寺-」 - 岩見の伝兵衛

  - 第25部 第13話「若様の水門破り -高松-」（1997年3月17日） - 五郎造
  - 第26部 第10話「陰謀砕く男の勇気 -延岡-」（1998年4月20日） - 大瀬の大五郎
  - 第27部 第15話「なまはげの凶賊退治 -男鹿-」（1999年6月28日） - 熊嵐の定五郎
  - 第28部 第20話「浪花娘のうな丼勝負 - 大坂-」（2000年7月31日） - 大黒屋
  - 第34部 第14話「百鬼夜行の鬼ヶ島・大曲」（2005年4月25日） - 一角屋仁兵衛
  - 第35部 第16話「鬼と呼ばれた母の涙・延岡」（2006年2月6日） - 芳蔵
  - 第37部 第11話「母と娘つないだ風車・青森」（2007年6月18日） - 碇屋
  - 第38部 第18話「駆け落ち妻の目に涙 -駿府-」（2008年5月19日） - 川口屋尽右衛門
  - 第39部 第7話「沸騰父娘と冷水亭主 -道後-」（2008年11月24日） - 幾造
  - 第42部 第14話「命を張った弥七の度胸 -松江-」（2011年1月24日） - 但馬屋善蔵
- 水戸黄門外伝 かげろう忍法帖（1995年） - 黒主の五郎造
- 月曜ドラマスペシャル
  - 「検視官江夏冬子 京都清水坂殺人事件」（1997年） - 北園吾市
  - 「名探偵・金田一耕助シリーズ26」（1998年） - 住職
- 大岡越前 第15部 第7話「賄賂に揺れた老同心」（1998年10月12日） - 喜平次
- 南町奉行事件帖 怒れ!求馬 第2部 第12話「料理切手は悪の味」（2000年） - 萬屋
- 大江戸を駈ける! 第11話「炎に仕組まれた罠」（2000年） - 竪川の峰造
- 砂の器 2004年版（2004年） - 大崎医師
- 月曜ミステリー劇場
  - 「森村誠一サスペンスシリーズ」（2001年） - 浮浪者
  - 「陰の季節5」（2003年）
- ハロー張りネズミ（2017年）

#### フジテレビ
- 一死、大罪を謝す（1981年）
- 同心暁蘭之介♯34－怨みの錦絵 （1982年）
- 早春スケッチブック♯4（1983年）
- 金曜女のドラマスペシャル 松本清張の黒い画集・紐（1985年）
- 愛の嵐（1986年、東海テレビ） - 喜助 役
- 鬼平犯科帳
  - 第2シリーズ 第4話「托鉢無宿」（1990年） - 寝牛の鍋蔵 役
  - 第3シリーズ 第8話「妙義の團右衛門」（1992年） - 鳥居松の伝七 役
  - 第8シリーズ 第7話「同門対決」（1998年）
- 銭形平次 （北大路版）
  - 第1シリーズ 第7話「呪いのわら人形」（1991年）
  - 第4シリーズ 第5話「最後の賭け」（1994年） - 山口屋 役
- 昭和16年の敗戦（1991年）
- 世にも奇妙な物語
  - 「つまらない男」（1991年）
  - 「パパは犯罪者」（1991年)
- 不思議サスペンス「隣の殺人」（1991年、関西テレビ）
- 大人は判ってくれない（1992年）
- 約束の夏（1992年） - 曽根院長 役
- 幸福の予感（1996年） - 栗田泰造 役
- 金曜エンタテイメント
  - 「噂の女人情詐欺師 早苗とたまき・涙の事件簿2」（1998年） - 岡本六三郎 役
  - 「浅見光彦シリーズ23」（2006年） - 水谷老人 役
- 幸せ咲いた〜結婚相談所物語〜（2003年）
- のだめカンタービレ（2006年） - 野田喜三郎 役
- 夏の秘密（2009年） - 柴山耕三 役
- 碧の海〜LONG SUMMER〜（2014年） - 上原達夫 役

#### テレビ朝日
- 大忠臣蔵（1971年） - 与次郎 役
- 新・女捜査官 第12話「青年外科医の赤い殺意!!」（1983年）
- ザ・ハングマンシリーズ（ABC）
  - 新ハングマン 第15話「通り魔に夫の出世を賭ける妻」（1983年） - 佐川
  - ザ・ハングマンV 第13話「ファルコンが戦争ゲームの標的にされる!」（1986年） - 射的場のマスター
- 特捜最前線
  - 第303話「20歳のイルミネーション!」（1983年）
  - 第321話「11時まで待っていた女!」（1983年）
  - 第325話「超能力の女!」（1983年）
  - 第342話「離婚届を持つ刑事!」（1983年）
  - 第397話「銃弾・神代課長撃たれる!」（1985年）
  - 第419話「女医が挑んだ殺人ミステリー!」（1985年）
  - 第468話「追跡・声紋No.105937!」（1986年）
  - 第492話「女装殺人・男たちのレイ・オフ!」（1986年）
- ニュードキュメンタリードラマ昭和 松本清張事件にせまる 第5回（1984年）
- 人妻捜査官（1984年）
- 妻たちの乱気流（1984年）
- 特命刑事ザ・コップ（1985年） - 刑事
- 女の一生（朝日放送開局35周年記念）（1985年）
- 笹沢左保の裸の家族（1986年）
- 女ふたり捜査官（1986年）
- 世界忍者戦ジライヤ 第3話「牢忍ハブラムの秘宝!!」（1988年） - 仙田
- 三匹が斬る!
  - 続・三匹が斬る! 第4話「お七里の、イジメが元で不倫妻 」（1988年） - 吾平
  - 続続・三匹が斬る! 第18話「無理心中、娘十八怨み節」（1990年） - 勘兵衛 役
  - 痛快・三匹が斬る! 第18話「千石どり、裸踊りも厭やせぬ」（1995年） - 徳兵衛 役
- 問題の教師（1989年） - 教師
- 翔んでる女西郷どん びんびんグルメ戦争（1990年）
- 名奉行 遠山の金さん
  - 第2シリーズ 第9話「女の挑戦! 怪文書のカラクリ」（1989年） - 今朝三 役
  - 第3シリーズ 第19話「毒薬を買う女」（1991年） - 奈良平 役
  - 第7シリーズ 第4話「妖怪現わる! 標的は遠山桜」（1995年） - 祐天の辰造 役
  - 第9シリーズ（金さんVS女ねずみ） 第4話「狆（ちん）が見た密通殺人」（1998年） - 粂三 役
- さすらい刑事旅情編（1991年）
- 暴れん坊将軍シリーズ
  - 暴れん坊将軍III 第96話「地獄で仏のおやこ唄」（1990年） - 権三 役
  - 暴れん坊将軍IV 第36話「対決! 兇賊七変化」（1991年） - 豊後屋 役
  - 暴れん坊将軍VIII 第2話「狙われた新妻 殺意を呼ぶ過去」（1997年） - 八十吉 役
  - 暴れん坊将軍IX
    - 第2話「狙われた女の園 消えた五千両の謎」（1998年） - 不知火の百蔵 役
    - 第30話「旗本屋敷の秘密! 罠に落ちた子連れ医者」（1999年） - 夜風の九蔵 役
- 将軍家光忍び旅 第14話「浜松、女郎の仇討ち」（1990-91年、ANB） - 義助 役
- 真夜中は別の顔（1992年） - 刑事
- 女検事の捜査ファイル（1993年） - 進藤英次郎 役
- 影武者徳川家康（1998年） - 甲斐の飛助 役
- はみだし刑事情熱系 Season4（2000年） - 岡田 役
- TRICK2 第2話（2002年1月18日、テレビ朝日） - 田島要吉 役　※江藤漢名義
- 京都地検の女
  - Season1（2003年） - 弦さん 役
  - Season7（2011年） - 西念正道 役
- 新・桃太郎侍（2006年） - 矢嶋兵庫 役
- おみやさん Season6（2008年） - 柿原利治 役
- 遺留捜査（2011年）
- 相棒 Season11 第11話（2013年） - 山崎重雄 役
- リーガルV〜元弁護士・小鳥遊翔子〜（2018年） - 大松正蔵 役
- 土曜ワイド劇場
  - 「家政婦は見た!7」（1989年）
  - 「混浴露天風呂連続殺人9」（1991年） - 朝倉警部 役
  - 「探偵事務所5」（1999年） - 坂上千次 役
  - 「おばはん刑事!流石姫子7」（2002年） - 荒砥日出夫 役
  - 「温泉若おかみの殺人推理15」（2005年） - 田中久雄 役
  - 「救急救命士・牧田さおり」（2007年） - 曽根崎
  - 「火災調査官・紅蓮次郎10」（2010年）
  - 「再捜査刑事・片岡悠介」（2012年） - 大橋義治 役
  - 「タクシードライバーの推理日誌」（2013年） - 深見俊一 役

#### テレビ東京
- 大江戸捜査網
  - 第553話「尼僧が誘う妖艶やわ肌蜘蛛」（1982年） - 梅軒 役
  - 第575話「炎の誘惑 爆弾魔を斬れ」（1982年） - 宗円 役
  - 第610話「妹慕情 怒りのまむし剣法」（1983年） - 山田道庵 役
  - 新大江戸捜査網 第25話「絶唱! 幻の夫婦花」（1984年） - 孫兵衛 役
- 一休さん・喝! 第5話「金庫破りの(秘)大作戦 少年を救え」（1986年）
- 燃えよ剣（1990年）
- 月曜・女のサスペンス「寝台特急『あけぼの1号』の女」（1990年1月8日）
- マザコン刑事の事件簿（1990年） - 検死官
- 参上! 天空剣士 第18話「怪異・悪魔の花嫁」（1990年）
- お助け同心が行く!（1993年） - 薬膳屋喜助 役
- 松本清張ドラマスペシャル・眼の気流（1994年）
- 幻十郎必殺剣（2008年） - 天海 役
- 水曜ミステリー9
  - 「猪熊夫婦の駐在日誌3」（2006年） - 元山玄 役
  - 「松本清張特別企画・強き蟻」（2006年）
  - 「多摩南署たたき上げ刑事・近松丙吉」（2007年）
  - 「葬儀屋松子の事件簿1」（2012年） - 宮内知念 役
  - 「鉄道警察官・清村公三郎10」（2013年） - 白井文男 役

#### WOWOW
- ヒトヤノトゲ〜獄の棘〜（2017年） - 野口信一 役

### 映画
- 鬼の詩（1975年）
- 天保水滸伝大原幽学（1976年）
- 爆裂都市 BURST CITY（1982年）※江藤潤名義
- オン・ザ・ロード（1982年）※江藤潤名義
- 竜二（1983年）
- ズームアップ卒業写真（1983年）
- 楢山節考（1983年） - 欣やん 役
- 団鬼六 蛇の穴（1983年）
- 白衣物語淫す（1984年）
- 便利屋K子（1984年）
- 小松みどりの好きぼくろ（1985年）
- みんなあげちゃう（1985年）
- 白衣監禁（1985年）
- ブラックボード（1986年）
- 赤い禁猟区ハードコアの夜（1986年）
- 女医肉奴隷（1986年）
- 蕾の眺め（1986年）
- 親鸞 白い道（1987年）
- さくら隊散る（1988年） - 羽原京子の父 役
- 山田村ワルツ（1988年）
- 出張（1989年）
- 遺産相続（1990年）
- 望郷（1993年）
- あひるのうたが聞こえてくるよ（1993年）
- 河童（1994年）
- ゴト師株式会社III（1994年）
- 誘拐（1997年） - 狭間兼人 役
- クロスファイア（2000年）
- OUT（2002年） - 広瀬洋一 役
- 突入せよ! あさま山荘事件（2002年）
- 杉に生きる（2003年）
- 恋愛寫眞（2003年） - 市川教授 役
- ムーンライト・ジェリーフィッシュ（2004年）
- ミラーを拭く男（2004年） - 須藤公孝 役
- 山桜（2008年）
- まぼろしの邪馬台国（2008年）
- ゼロの焦点（2009年）
- 柘榴坂の仇討（2013年） - 豪徳寺住職
- かりんとう　ビジュアルアーツ
- 花戦さ（2016年）
- オボの声　ソウルエイジ
- 沈黙 -サイレンス-（2017年） - モスケ 役
- 黄金兄弟(2018年)

### オリジナルビデオ
- ウルトラマンネオス 第3話「海からのSOS」（2000年） - ハゼヤマ

### ラジオドラマ
- FMシアター 「春を待つ音」（2017年、NHK FM）

### 舞台
- 劇団時代多数あり
- 虎 - 渋谷ジァン・ジァン
- 雨 - こまつ座公演 #10（1987年）
- 空想家族（1989年） - 博品館劇場

### 劇場アニメ
- ごんぎつね（1985年） - 新兵衛